# El Condor
El Condor (bra: O Condor; prt: O Tesouro de El Condor) é um filme estadunidense de 1970, dos gêneros ação, bangue-bangue e aventura, dirigido por John Guillermin.